# The Stadium Techno Experience
Albums de Scooter
We Bring The Noise! (en)
(2002) Mind the Gap
(2004)
The Stadium Techno Experience est le neuvième album studio du groupe Scooter. Trois singles y sont extraits : Weekend, The Night et un remix de Maria (I Like It Loud) avec Marc Acardipane et Dick Rules. Il s'agit du premier album auquel Jay Frog participe. Au Royaume-Uni, The Stadium Techno Experience devient le second album de Scooter à se placer aux top 40 après Our Happy Hardcore (1996). L'album est bien accueilli par la presse spécialisée comme AllMusic (trois étoiles) et Random.Access (9 sur 10).

## Liste des titres
1. Ignition – 0:36
2. Maria (I Like It Loud) (Baxxter, Jordan, Frog, Thele, Marc Acardipane, Shawn Mierez) – 3:55
3. Weekend! (Baxxter, Jordan, Frog, Thele, Gerard Koerts) – 3:32
4. Take a Break – 4:15
5. Pulstar (Vangelis) – 4:33
6. The Night  – 3:21
7. Roll Baby Roll – 3:45
8. Level One (Baxxter, Jordan, Frog, Thele, Chris Hülsbeck) – 3:34
9. Like Hypa Said – 6:23
10. Liquid Is Liquid (Baxxter, Jordan, Frog, Thele, Shane Heneghan, Eamon Downes) – 4:45
11. A Little Bit Too Fast – 3:45
12. Soultrain – 5:08

## Classements
| Classements (2003)                 | Meilleure position |
| ---------------------------------- | ------------------ |
| Allemagne (Media Control AG)       | 7                  |
| Autriche (Ö3 Austria Top 40)       | 14                 |
| Finlande (Suomen virallinen lista) | 12                 |
| Hongrie (Mahasz)                   | 3                  |
| Norvège (VG-lista)                 | 3                  |
| Pays-Bas (Mega Album Top 100)      | 28                 |
| Portugal (AFP)                     | 5                  |
| Royaume-Uni (UK Albums Chart)      | 20                 |
| Suède (Sverigetopplistan)          | 4                  |
| Suisse (Schweizer Hitparade)       | 35                 |